# Igor Klimow
 Igor Klimow (ros. Игорь Климов; ur. 1 czerwca 1962) – kazachski zapaśnik w stylu wolnym. Olimpijczyk z Atlanty 1996, gdzie zajął piętnaste miejsce w kategorii do 130 kg.
Trzykrotny uczestnik Mistrzostw Świata, szósty w 1995. Srebrny medal na Igrzyskach Azjatyckich w 1994; czwarty w 1998 roku. Zdobył dwa medale na Mistrzostwach Azji, srebrny w 1995 i brązowy w 1996.